# Ommatocepheus crassisetosus
Ommatocepheus crassisetosus är en kvalsterart som beskrevs av Pérez-Íñigo och Peña 1996. Ommatocepheus crassisetosus ingår i släktet Ommatocepheus och familjen Cepheidae. Inga underarter finns listade i Catalogue of Life.